# فرودگاه ساوو پدرو (برزیل)

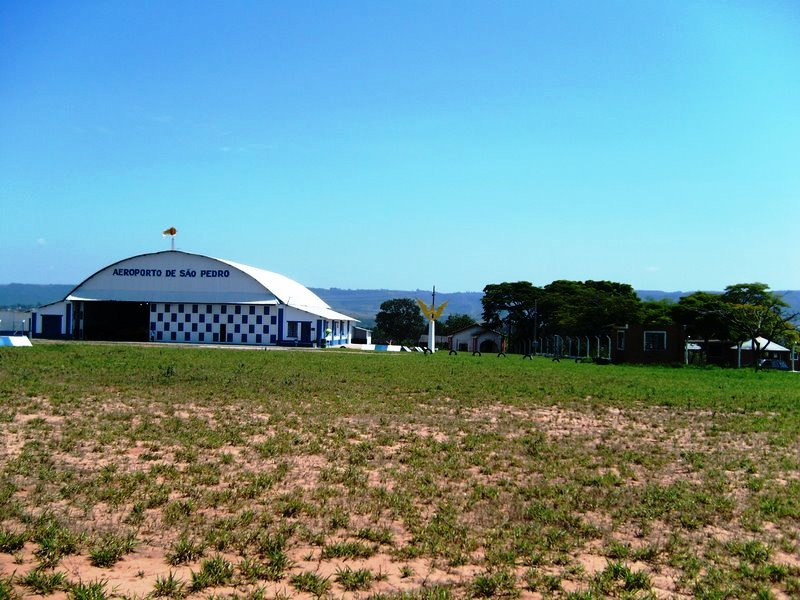
نمایی از آشیانه فرودگاه ساووپدرو با چشم اندازی از درختان و کهستان

فرودگاه ساوو پدرو (برزیل) (به انگلیسی: São Pedro Airport (Brazil)) (به زبان بومی: Aeroporto Municipal de São Pedro) یک فرودگاه همگانی مسافربری است که یک باند فرود خاک دارد و طول باند آن ۱۰۰۰ متر است. این فرودگاه در کشور برزیل قرار دارد و در ارتفاع ۵۶۶ متری از سطح دریا واقع شده است.